# الصندل الأبيض
الصندل الأبيض أو صندل هو أحد أنواع نبات الصندل.

## زيت الصندل الأبيض
مستخرج من شجر الصندل بالتقطير.
يستخدم لترطيب الجلد والحماية من أشعة الشمس وفوائد كثيرة أخرى.
يباع في محلات العطور بأغلى الأسعار سعر الكيلو الحقيقي 30$ للكيلو جرام.

## استخداماته
زيت سائل أبيض يستخدم في المساج ويعتبر من أهم زيوت المساج وهو سائل أبيض شفاف لزج.